# Витим
Витѝм (на евенкски: Видым) е река в Азиатската част на Русия, Източен Сибир, Република Бурятия, Забайкалски край Иркутска област и Република Якутия (Саха), десен приток на Лена. Дължината ѝ е 1837 km, което ѝ отрежда 14-о място по дължина сред реките на Русия. Заедно с дясната съставяща я река Витимкан дължината на река Витим става 1978 km.

## Географска характеристика

### Извор, течение, устие
Река Витим се образува от сливането на двете съставящи я реки Чина (132 km, лява съставяща) и Витимкан (141 km, дясна съставяща), на 1171 m н.в., в западната част на Витимското плато, на 4 km североизточно от село Варварински, в Република Бурятия. Река Витимкан води началото си от най-високата част на Икатския хребет, а река Чина – от северозападната, висока част на Витимското плато.
След образуването си първите близо 200 km Витим тече в южна посока, след което завива на изток и следва тази посока около 160 km до село Романовка, Република Бурятия през югозападните части на Витимското плато. В този 360-километров участък Витим е типична планинска река, с тясна, правоъгълна долина, с наченки на заливна и надзаливна тераса. Руслото на реката образува врязани завои, на които изпъкналите брегове са стръмни, на места отвесни. Средният наклон в този участък е около 0,5‰.
След село Романовка Витим завива на североизток и следва тази посока близо 400 km по югоизточната част на Витимското плато до устието на река Каренга. В този участък долината ѝ се разширява и става плитка (до 50-60 m), склоновете ѝ стават полегати, а скоростта на течението намалява. В маловодни години тук се образуват езеровидни разширения по реката, съединени с плитки ръкави. След устието на Каренга реката завива на север и тече вече по източната част на Витимското плато. След като приеме отляво и отдясно двата си най-големи притока Калар и Ципа Витим пресича Южномуйския хребет в дълбоко каньоновидно дефиле и излиза в Муйската котловина, където широко се разлива в заливната си тераса и образува множество старици, ръкави и острови. След като пресече Муйската котловина Витим проломява отново в дълбоко дефиле Северомуйския хребет. Наклонът на реката рязко се увеличава и се повишава и скоростта на течението до 5 m/s. Образува множество прагове (най-големи Парамски – при 658 km, Делюн-Оронски – m,r 518 km и други по малки) и водопади. От Делюн-Оронския праг до град Бодайбо реката тече в тясна долина със слабо развити заливни и надзаливни тераси, като в този участък Витим заобикаля от юг и югозапад Патомската планинска земя. След устието на река Мама започва долното течение на реката. Тук долината ѝ се разширява от 300 до 1500 m, появява се обширна заливна тераса и руслото на реката добива типичен равнинен характер – праволинейно русло с единични разклонения и ръкави. Ширината на коритото на Витим се изменя от 160 m в горното течение до 400 m в долното, а на някои места и до 1600 m. Влива отдясно в река Лена чрез два ръкава, при нейния 2714 km, на 176 m н.в., при посьолок Витим, Република Якутия (Саха). 470 km Витим протича по територията на Република Бурятия, следващите 800 km по границата между Република Бурятия и Забайкалски край, над 500 km през Иркутска област и последните 50 km в Република Якутия (Саха).

### Водосборен басейн
Водосборният басейн на Витим има площ от 225 хил. km2, което представлява 9,04% от водосборния басейн на река Лена и се простира на части от Република Бурятия (североизточната част), Забайкалски край (северозападната част), Иркутска област (североизточната част) и Република Якутия (Саха) (югозападна част). Във физикогеографско отношение водосборния басейн обхваща: цялата територия на Витимското плато, големи части от Северобайкалската планинска земя (в т.ч. Северомуйския и Южномуйския хребет), южните и югозападни части на Патомската планинска земя, Западните и централни части на Каларския хребет и крайните северни части на Яблоновия хребет и хребета Черски.
Границите на водосборния басейн на реката са следните:
- на северозапад – водосборните басейни на реките Чая и Чуя, десни притоци на Лена;
- на изток – водосборните басейни на реките Голям Патом и Ольокма, десни притоци на Лена;
- на югоизток – водосборния басейн на река Амур, вливаща се в Охотско море;
- на юг – водосборния басейн на река Селенга, вливаща се в езерото Байкал;
- на запад – водосборните басейни на реките Баргузин и Горна Ангара, вливащи се в езерото Байкал.

### Притоци
Река Витим получава над 120 притока с дължина над 15 km, като 18 от тях са с дължина над 100 km:
- 1837 → Чина 132 / 1830, на 4 km североизточно от село Варварински, Република Бурятия
- 1837 ← Витимкан 141 / 2580, на 4 km североизточно от село Варварински, Република Бурятия
- 1669 ← Каджимит 134 / 4220, Република Бурятия
- 1620 ← Заза 137 / 1890, Република Бурятия
- 1397 ← Конда 285 / 10 400, Република Бурятия
- 1083 ← Каренга 366 / 10 100, при село Уст Каренга, Забайкалски край
- 958 ← Калакан 314 / 10 600, при село Калакан, Забайкалски край
- 900 ← Калар 511 / 17 400, Забайкалски край
- 872 → Ципа 692 / 42 200, Република Бурятия
- 812 → Бамбуйка 172 / 4170, при село Бамбуйка, Република Бурятия
- 772 → Тулдун 105 / 1850, Република Бурятия
- 758 ← Таксима 120 / 2260, Забайкалски край
- 722 → Муя 365 / 11 900, при село Уст Муя, Република Бурятия
- 705 ← Куанда 196 / 6530, Забайкалски край
- 564 ← Силикта 108 / 2230, Иркутска област
- 411 → Нерпинка 113 / 2340, при село Нерпо, Иркутска област
- 282 → Мамакан 209 / 9450, при посьолок Мамакан, Иркутска област
- 171 → Мама 406 / 18 900, при посьолок Мама, Иркутска област

### Хидрографска характеристика
Подхранването на реката е смесено, като преобладава дъждовното. От 75 до 90% от оттока се формира от дъждовна вода. За Витим е характерно разтегнато във времето пълноводие (от май до октомври) с покачване на нивото на водата до 8-10 m в средното и до 10-12 m в долното течение. Среден многогодишен отток при град Бодайбо 1530 m3/s, в устието около 2200 m3/s, което като обем представлява 69,434 km3/год, максимален 15 000 m3/s. Най-многоводен месец е юни (до 4900 m3/s), а през март и април до 80 m3/s. Есенният ледоход продължава 2-3 седмици, като започва от средата на октомври и продължава до края на октомври или началото на ноември. Дебелината на леда достига до 1,5 – 1,9 m, а в горното течение на отделни участъци реката замръзва до дъно. Размразяването на реката започва от горното към долното течение и продължава 7-8 дни през втората половина на месец май.

## Селища
Поради това, че по-голямата част от течението на реката преминава през планински райони по нейните брегове има малко населени места:
- Република Бурятия – селата Уст Джилинда, Романовка, Бамбуйка, Витим, Уст Мая и Баргалино;
- Забайкалски край – селата Юмурчен, Уст Каренга, Калакан и Неляти;
- Иркутска област – град Бодайбо и селищата от градски тип (посьолки) Мамакан, Витимски и Мама (районен център);
- Република Якутия (Саха) – село Силински и посьолок Витим, разположен на брега на Лена, срещу устието на Витим.

## Стопанско значение
От юни до октомври реката е плавателна до село Лужки, Иркутска област (на 297 km от устието). При високи води Витим е плавателен за плиткогазещи съдове чак до село Романовка (на 1475 km от устието), но на отделни участъци. Витим е основна транспортна магистрала за доставка на товари в Бодайбинския златодобивен басейн и Мамско-Чуйския минно-промишлен район. В басейна на реката освен добив на злато се разработват и находища на нефрит и слюда. Изработен е проект за строителството на Витимска каскада от ВЕЦ-ове, като първата от тях ще бъде Мокската ВЕЦ в Република Бурятия. Използва се и като обект на воден туризъм – рафтинг от село Романовка до град Бодайбо.